# 川保麻弥
川保 麻弥（かわほ まや、1984年4月6日 - ）は、埼玉県上尾市出身の元女子プロ野球選手、野球指導者。捕手、右投げ右打ち。
現役引退後の2014年から2015年までは、日本女子プロ野球機構加盟球団の埼玉アストライアで監督を務めた。

## 経歴

### プロ入り前
小学校2年生の時に、実家の近所に住む少年野球のコーチに勧められて、地元のスポーツ少年団で野球を始めた。小学校5年生から捕手に転向。「女性の体力や筋力では、時速150kmのボールを投げられない。でも、ブルペンキャッチャーとしてボールを捕ることなら、男性でも女性でも関係なさそう」という理由から、読売ジャイアンツのブルペン捕手を志していた。
上尾市立東中学校時代には軟式野球部に所属。埼玉栄高等学校への進学後は、女子硬式野球部に在籍するとともに、捕手として坪内瞳投手との同級生バッテリーで活躍した。1年生の時には、高校生の選手でただ1人、女子硬式野球日本代表へ選出。2年生の時に全国高等学校女子硬式野球選抜大会、3年生の時に全国高等学校女子硬式野球選手権大会で、それぞれ優勝を経験している。
日本体育大学への進学後に、女子硬式野球チーム新波を発足。関東地方の女子アマチュア硬式野球リーグ・ヴィーナスリーグでは、捕手などのベストナインに3度選ばれたほか、2007年秋には首位打者を獲得した。また、同リーグの公式戦では、通算本塁打（6本塁打）およびシーズン本塁打（4本塁打）の最多記録を樹立。通算本塁打記録については、2013年のシーズン終了時点でも破られていない。
大学卒業後の2008年から、体育教諭として上尾市立大石中学校に勤務。男子野球部の顧問として50人の部員をまとめていたが、2009年に日本女子プロ野球機構による第1回合同トライアウトで合格したことを機に、中学校を退職した。同年12月のドラフト会議で、兵庫スイングスマイリーズへの加入が決定。同チームへ同時に加入した坪内と、再びバッテリーを組むことになった。

### プロ入り後
プロ1年目の2010年には、スイングスマイリーズの初代主将を務めながら、公式戦で最多打点および最高盗塁阻止率を記録。シーズン終了後には、リーグの初代MVP（角谷賞）に選ばれた。2011年には、ケガの影響で前半戦こそ不振に陥ったが、後半から4番打者に定着。2年連続で最多打点・最高盗塁阻止率を記録するとともに、前後期2シーズン制の下で、チームもリーグ創設以来の4連覇を達成した。また、同年から2年連続で、捕手としてベストナインに選ばれている。
2012年シーズン終了後の球団再編によって、所属球団をイースト・アストライアに変更。2013年には、コーチ兼任の捕手として、チームの年間優勝に貢献した。
「選手以外で女子野球・女子プロ野球を盛り上げたい、野球に取り組む女の子たちのサポートをしたい」という理由から、イースト・アストライアの年間優勝を花道に、2013年10月に現役引退を表明。女子プロ野球での通算成績は、公式戦163試合の出場で、打率.289（505打数146安打0本塁打）、103打点、7盗塁、長打率.370、出塁率.343であった。

### 現役引退後
現役引退後も女子野球や女子プロ野球に携わる意向を示していたが、2014年からイースト・アストライア（2015年より埼玉アストライア）の2代目監督に就任し、東地区優勝へと導いた。
2016年から全球団を指導するリーグ指導者のチーフコーチを担当したが、シーズン途中に辞任し、同年12月に女子硬式野球クラブチームの和歌山ファイティングバーズＮＡＮＡの監督に就任した。また、併せて教職に就いている。

## 詳細情報

### 年度別打撃成績
| 年 度     | 球 団        | 試 合 | 打 席 | 打 数 | 得 点 | 安 打 | 二 塁 打 | 三 塁 打 | 本 塁 打 | 塁 打 | 打 点 | 盗 塁 | 盗 塁 死 | 犠 打 | 犠 飛 | 四 球 | 敬 遠 | 死 球 | 三 振 | 併 殺 打 | 打 率 | 出 塁 率 | 長 打 率 | O P S |
| --------- | ------------ | ----- | ----- | ----- | ----- | ----- | -------- | -------- | -------- | ----- | ----- | ----- | -------- | ----- | ----- | ----- | ----- | ----- | ----- | -------- | ----- | -------- | -------- | ----- |
| 2010      | スマイリーズ | 40    | 179   | 158   | 15    | 47    | 12       | 2        | 0        | 63    | 36    | 4     | 0        | 1     | 7     | 12    | -     | 1     | 15    | 6        | .297  | .337     | .399     | .736  |
| 2011      | スマイリーズ | 46    | 164   | 142   | 18    | 43    | 13       | 1        | 0        | 58    | 30    | 2     | 0        | 1     | 3     | 16    | -     | 2     | 11    | 4        | .303  | .374     | .408     | .782  |
| 2012      | スマイリーズ | 33    | 109   | 97    | 11    | 27    | 4        | 1        | 0        | 33    | 16    | 1     | 1        | 2     | 0     | 7     | -     | 3     | 12    | 3        | .278  | .346     | .340     | .686  |
| 2013      | アストライア | 44    | 123   | 108   | 11    | 29    | 4        | 0        | 0        | 33    | 21    | 0     | 0        | 3     | 4     | 5     | -     | 3     | 9     | 5        | .269  | .308     | .306     | .614  |
| JWBL：4年 | JWBL：4年    | 163   | 575   | 505   | 55    | 146   | 33       | 4        | 0        | 187   | 103   | 7     | 1        | 7     | 14    | 40    | -     | 9     | 47    | 18       | .289  | .343     | .370     | .714  |

- 「-」は記録なし。
- 太字はリーグ1位
- 赤太字は女子プロ野球最高。

### タイトル
- 最多打点：2回（2010年、2011年）
- 最高盗塁阻止率：2回（2010年、2011年）

### 表彰
- 年間MVP（角谷賞）：1回（2010年）
- ベストナイン：3回（捕手部門：2011年 - 2013年）

### 記録
- 100安打：2012年5月26日、対大阪ブレイビーハニーズ戦（神戸総合運動公園サブ球場）6回裏に小西美加から左前打[8][9]
- 100打点：2013年9月28日、ティアラカップ神奈川相模原大会対ウエスト・フローラ戦（サーティーフォー相模原球場）、4回裏に小西美加から右翼線適時打（達成時点でリーグ最速）[10]

### 背番号
- 9 （2010年 - 2013年）
- 50 （2014年 - 2015年）